# شهرستان چیوی
شهرستان چیوی (به لاتین: Chivi District) یک منطقهٔ مسکونی در زیمبابوه است که در استان ماسوینگو واقع شده‌است. شهرستان چیوی ۱۶۶٬۰۴۹ نفر جمعیت دارد.